# ماري لوفليس
ماري هيويت لوفليس (بالإنجليزية: Mary Loveless)‏ (28 نيسان 1899 - 2 حزيران 1991) طبيبة وعالمة مناعة أمريكية متخصصة في الحساسية. اشتهرت باكتشافها أنه من الممكن علاج حساسية سم الحشرات غشائية الأجنحة بمستخلصات من أكياس السم الحشرية.

## النشأة
ولدت ماري هيويت في 28 نيسان عام 1899 في كلوفيس، كاليفورنيا. هاجرا والداها البريطانيين إلى الولايات المتحدة من إنجلترا هرباً من الكساد الاقتصادي. حصلت على بكالوريوس الآداب في علم الأحياء من جامعة ستانفورد في عام 1921، داعمة نفسها من خلال العمل كنادلة وسكرتيرة. ثم بدأت دكتوراه في الطب في جامعة ستانفورد كواحدة من امرأتين فقط في فصلها وتخرجت في عام 1925. في العام ذاته تزوجت وأخذت لقب لوفليس، وانتهى الزواج بالطلاق بعد فترة وجيزة لكنها ظلت تستخدم اللقب لبقية حياتها.

## المهنة الطبية
أكملت لوفليس فترة تدريبها الطبي في مستشفى سان فرانسيسكو العام قبل افتتاح عيادة خاصة في المدينة وتولي منصب مساعدة في كلية الطب بجامعة ستانفورد في أوائل الثلاثينيات. في عام 1935 عُينت من قبل روبرت أ. كوك للعمل في مختبر أبحاث الحساسية التابع له في مستشفى روزفلت في نيويورك، حيث درست علاج حمى القش (التهاب الأنف التحسسي) مع مستخلصات حبوب اللقاح. تركت هذا المنصب في عام 1938 للحصول على منصب كأستاذة مساعدة في الطب السريري في كلية طب وايل كورنيل. واصلت هناك البحث في الأجسام المضادة المانعة ومستضداتها، خاصة فيما يتعلق بحمى القش، ونشرت سلسلة من المقالات على خمس دفعات في مجلة علم المناعة بين عامي 1940 و1943.
حولت لوفليس انتباهها إلى حساسية سم الحشرات في عام 1946 عندما سألها أحد الزملاء عما إذا كانت تعرف كيفية الوقاية من ردود الفعل التحسسية للمرضى الذين يعانون من فرط الحساسية للدغات الحشرات غشائية الأجنحة. في ذلك الوقت، كان المعيار السريري يتضمن إنتاج مستخلصات مصنوعة من طحن جسم الحشرة بالكامل وإعطائها كدواء بانتظام من أجل إزالة الحساسية للمرضى.
على أية حال فرضت لوفليس أن السم مركز في سم الحشرة عوضاً عن الجسم بأكمله، وبالتالي حقن مستخلص كيس السم سيكون علاجاً فعالاً. نظراً لعدم توفر السم النقي، قامت بتجميع عينات من الحشرات وتخديرها قبل إزالة الأكياس السامة الخاصة بها للتحضير لحقنها في مرضاها، بحلول عام 1964 قامت بتشريح حوالي 30000 حشرة، وأعلنت أنها أصبحت بارعة جداً في العملية بحيث يمكنها تشريح «حشرة في الدقيقة». من عام 1953 إلى عام 1956 حقنت المرضى في عيادة الحساسية لديها بجرعات متزايدة من السم ورصدت ردود أفعالهم المتتابعة على لسعات النحل والدبابير. هؤلاء المرضى تلقوا جرعات معززة كل عام مما طور مناعتهم لسم الحشرة ولم يعودوا عرضةً للحساسية المفرطة.
في عام 1956 نشرت لوفليس مقالة بعنوان «حساسية سم الدبور والمناعة» بناءً على الأبحاث التي أجرتها في عيادتها. على الرغم من الاستقبال الجيد من قبل الصحافة الشعبية إلا أن المجتمع العلمي تجاهل أبحاثها إلى حد كبير، ولم يحدث ذلك حتى السبعينيات - بعد نشر المزيد من الأبحاث في مجال العلاج المناعي للسم من قبل لورانس إم ليشتنشتاين ومارتن دي فالنتين وآن كاجي- سوبوتكا- وافقت إدارة الغذاء والدواء الأمريكية على استخدام مستخلصات السم لعلاج المرضى الذين يعانون من الحساسية لسم الحشرة.
بحلول أوائل التسعينيات، عُرفت مساهمات لوفليس في مجال علم المناعة على نطاق واسع، ووصفتها الرابطة الأمريكية لعلم المناعة (AAI) بأنها «رائدة في علم المناعة السريرية». في المجموع قامت بتأليف أكثر من 70 مقالة بحثية في مجالها. كانت عضواً في الرابطة الأمريكية لعلم المناعة (AAI)وجمعية هارفي (Harvey Society)، وزميلة في الأكاديمية الأمريكية للحساسية والربو والمناعة.

## الموت والإرث
تقاعدت لوفليس عام 1964 لكنها استمرت في ممارسة نشاطها الخاص. توفيت في 2 حزيران 1991 في ويستبورت، كونيتيكت، عن عمر يناهز 92 عاماً.  أورثت 4 ملايين دولار من ممتلكاتها إلى كلية الطب بجامعة ستانفورد التي أسست ماري هيويت لوفليس دكتوراه الطب في كلية الطب على شرفها.